# Парагвай на літніх Олімпійських іграх 2020
Парагвай на літніх Олімпійських іграх 2020 представляли вісім спортсменів у шести видах спорту.

## Спортсмени
| Вид спорту            | Чоловіки | Жінки | Загалом |
| --------------------- | -------- | ----- | ------- |
| Легка атлетика        | 1        | 1     | 2       |
| Велоспорт             | 0        | 1     | 1       |
| Гольф                 | 1        | 0     | 1       |
| Академічне веслування | 0        | 1     | 1       |
| Плавання              | 1        | 1     | 2       |
| Теніс                 | 0        | 1     | 1       |
| Загалом               | 3        | 5     | 8       |